# 大西由梨
大西 由梨（おおにし ゆり、1990年11月15日 - ）は、株式会社オフィスキイワード所属のフリーアナウンサー / ボイスワーカー。元エフエム高知アナウンサー。

## 来歴
神奈川県横浜市出身。
3歳〜中学校までクラシックバレエ、高校生活はサッカーに打ち込む。ポジションはGK。
大学ではサッカー部のマネージャーとして4年間を過ごす。
同時にダンスサークルにも所属していて、サッカー部のマネージャーを辞めてダンスサークルに専念しようと考えていた事もある。
同志社大学スポーツ健康科学部卒業後、PC周辺機器メーカー営業職、中部日本自動車学校 受付を経て2016年4月エフエム高知へ入社。
2018年9月からエフエム高知『Hi-Six Shake!Shake!Shake!』(月曜日)のパーソナリティに就任。
2021年3月末に退社し、フリーアナウンサーに転身。高知県を中心に活動。
2022年4月から関西へ拠点を移し、株式会社オフィスキイワード所属のフリーアナウンサーとして活動中。
高知ファイティングドッグススタジアムアナウンス時に着用しているユニフォームの名前は｢NAMAKEMONO｣、背番号は 83 である。
Twitterのプロフィールでは、ONE PIECEのベン・ベックマンが好きであると公言している。

## 出演

### 現在

#### テレビ
- ウィークリーひめじ (WINK姫路ケーブルテレビ)

#### ラジオ
- 歌声は風に乗って（ラジオ関西 水曜・木曜担当 16:00 - 16:30）

#### CM
- 高知トヨペット ヤリスクロス
- 高知ケーブルテレビ

#### ナレーション
- 滋賀経済NOW (びわ湖放送)
- たつくし海中観光グラスボート船内放送（高知県土佐清水市）

#### Web
- Voicy 徳島新聞ニュースPlus（月～金曜 7:00 - ）金曜担当（Voicy公式パーソナリティ）
- 高知ユナイテッドSC ホーム戦 YouTube 生配信 実況

#### スタジアム
- 高知ファイティングドッグス スタジアムアナウンス

### 過去

#### TV
- Kochi on TV! (高知ケーブルテレビ)
- eスポーツ ウイイレ部門 (高知ケーブルテレビ)-  実況
- 片さんのFish！おふ (高知ケーブルテレビ) - ゲスト出演
- 月刊アニマルズ (高知ケーブルテレビ) - ナレーション

#### ラジオ
- 勝利の鰹!週刊ユナイテッド 〜JFL 2ndシーズン〜（エフエム高知 水曜 12：45 - 12:55）
- ツーライスのハラハチブンメ（エフエム高知 土曜 12:00 - 12:30） - ディレクター
- タンパク質王子と大西由梨のミッドナイトターキー（エフエム高知 土曜 27:00 - 27:30）
- Hi-Six Shake!Shake!Shake!（エフエム高知 平日 7:30 - 10:55）月曜日担当 （水曜日はミキサーを担当）
- ステーションらんでぶ〜（エフエム高知 月曜 - 木曜 14:40 - 14:47 Seasoning -season your life with music-内包） - V-air・FM岡山・FM香川と共同制作。
- 木曜MokuMoku84ラジオ（エフエム高知 木曜14:40 - ）

## その他
- 普通自動車免許、世界遺産検定2級を取得している。